# Los chicos de la guerra
Los chicos de la guerra es una película argentina dramática de 1984 dirigida por Bebe Kamin y protagonizada por Héctor Alterio, Carlos Carella, Ulises Dumont, Marta González, Tina Serrano, Miguel Ángel Solá, Alfonso De Grazia y Gustavo Belatti. Está basada en el libro homónimo de Daniel Kon, que consiste en una serie de entrevistas a los bisoños soldados que combatieron en la Guerra de Malvinas. El guion fue escrito principalmente por el propio Kon en colaboración con el director. Fue rodada en Buenos Aires y se estrenó el 2 de agosto de 1984. Fue filmada en 16 mm y después ampliada a 35 mm.

## Sinopsis
La historia trata acerca de la vida de tres jóvenes pertenecientes a diferentes clases sociales, que son enviados a la Guerra de Malvinas en 1982, narrando también las consecuencias que la misma le ocasiona a cada uno.

## Reparto
- Héctor Alterio ... Augusto
- Carlos Carella ... Padre que lee una carta
- Ulises Dumont ... Alberto
- Marta González ... Madre de Pablo
- Tina Serrano ... Mirta Cárdenas
- Miguel Ángel Solá ... Profesor de gimnasia
- Alfonso De Grazia ... Juan Cárdenas
- Gustavo Belatti ... Fabián Cárdenas
- Gabriel Rovito ... Pablo
- Jesús Berenguer
- Javier García ... Marcelo
- Juan Leyrado ... Parapolicial violento
- Boy Olmi ... Preceptor
- Eduardo Pavlovsky ... Coronel Estela
- Emilia Mazer ... Andrea Marino
- Ricardo Manetti
- Emilio Bardi
- José Fabio Sancinetto
- Pablo De Santi
- Julián Ezquerro ... Osvaldo
- Néstor Ruggeri
- José Andrada
- Leandro Regúnaga ... Santiago
- Adrián Ferrario
- Elvira Vicario ... Maestra Esther
- Lizardo Laphitz ... Tío de Esteban
- Gabriela Giardino
- Luis Agustoni
- Enrique Otranto ... Oficial inglés 1
- Julián Howard ... Oficial inglés 2
- Marisa Charny ... Valeria
- Ariel Suárez
- Juan Carlos Baglietto ... Él mismo
- Guillermo Bernardi
- Ángela Ragno ... Maestra
- Chany Mallo ... Directora
- María Socas ... Mujer en TV
- Lorenzo Quinteros .. Coordinador grupo de padres
- Norberto Pagani
- Osvaldo Carreia
- Nadir Housman
- Gisela Bonaci
- Vera Czemerinski
- Victoria Larrosa
- Pablo Guzzo
- Gabriel González
- Nicolás Kincher
- Miguel Erglis
- Verónica Gargani
- Gustavo Vignozzi
- Gustavo Montalvo
- Guillermo Sharp
- Jorge Bazá de Candia
- Carlos Bertrand
- Bebe Kamin ... joven en discoteca (cameo)

## Premios
La película recibió los siguientes premios:
Festival Internacional de Cine de Río de Janeiro (Brasil) (1984)
- Premio Especial del Jurado.
- Premio de la Juventud de la Unesco.
- Premio de la Asociación de Críticos de Río de Janeiro
- Mención de la Oficina Católica Internacional del Cine

Festival Internacional del Nuevo Cine Latinoamericano de La Habana. La Habana, Cuba 1984
- Mención Especial del Jurado.

Festival de Cine Iberoamericano de Huelva Huelva, España, (1984)
- Premio Colón de Oro a la mejor película, compartido con Asesinato en el Senado de la Nación de Juan José Jusid.

## Comentarios
Jorge Abel Martín en Tiempo Argentino escribió:

«Excelente nivel cinematográfico, inteligente planteo argumental, cuidada realización e importantes desempeños actorales.»

La Nación opinó:

«El guion ha preferido lo anecdótico con criterio sumatorio y no la progresion dramática.»

Jorge Miguel Couselo en Clarín dijo:

«Es la primera expresión en términos contemporáneos extremos, referida a una herida no cicatrizada, y aún en cierta contención más elocuente que los muchos verbalismos al uso .»

La Razón opinó:

«Si bien es cierto que algunos aspectos del film no terminan de convencer como por ejemplo, la falta de verismo de las escenas de combate...sigue teniendo valor como documento.»

Manrupe y Portela escriben:

«Una de esas películas de valor histórico y visión recomendada tanto para un posible estudio del conflicto Malvinas, como de la primera etapa de la democracia post-proceso y sus temas. El retrato de los adolescentes transmite sinceridad y frescura. Disimulando algunas carencias de producción la película está aceptablemente narrada.»